# Advanta Championships Philadelphia 1993 - Doppio
Il singolare dell'Advanta Championships Philadelphia 1993 è stato un torneo di tennis facente parte del WTA Tour 1993.
Katrina Adams e Manon Bollegraf hanno battuto in finaleConchita Martínez e Larisa Savchenko con il punteggio di 6–2, 4–6, 7–6.

## Teste di serie
1. Gigi Fernández /  Nataša Zvereva (semifinali)
2. Conchita Martínez /  Larisa Savchenko (finale)

1. Pam Shriver /  Elizabeth Smylie (quarti di finale)
2. Lori McNeil /  Rennae Stubbs (semifinali)

## Tabellone

### Legenda
| - Q = Qualificato - WC = Wild card - LL = Lucky loser | - ALT = Alternate - SE = Special Exempt - PR = Protected Ranking | - w/o = Walkover - r = Ritirato - d = Squalificato |